# Fricativa ejectiva dental
La fricativa ejectiva dental és un tipus rar del so consonàntic, utilitzat en algunes llengües parlades. El seu símbol corresponent en AFI és θʼ.

## Aparició
[θʼ] apareix en sobretot en llengües sud-aràbigues modernes, llevat d'aquest exemple d'una llengua austronèsica:
| Llengua | Llengua | Mot     | AFI      | Significat |
| ------- | ------- | ------- | -------- | ---------- |
| Iapès   | Iapès   | th'abii | [θʼabiː] | 'més'      |